# Algorithme de factorisation par crible sur les corps de nombres spécialisé
Le crible spécial de corps de nombres (SNFS) est un algorithme spécialisé de factorisation en nombres premiers d'un entier naturel. Lorsque la locution « crible de corps de nombres » est utilisée sans la mention spécial ou général, elle se réfère au GNFS, le crible général de corps de nombres.
Le crible spécial de corps de nombres est efficace pour les entiers de la forme re ± s, où r et s sont petits. Il est donc particulièrement recommandé pour factoriser les nombres de Fermat et les nombres de Mersenne.
On conjecture que sa complexité est (en notation de Landau) :
{\displaystyle \exp \left(\left(1+o(1)\right)\left({\tfrac {32}{9}}\log n\right)^{1/3}\left(\log \log n\right)^{2/3}\right).}
Le SNFS a beaucoup été utilisé par le NFSNet et d'autres pour factoriser les nombres du projet Cunningham.